# Zvezdá (módulo)

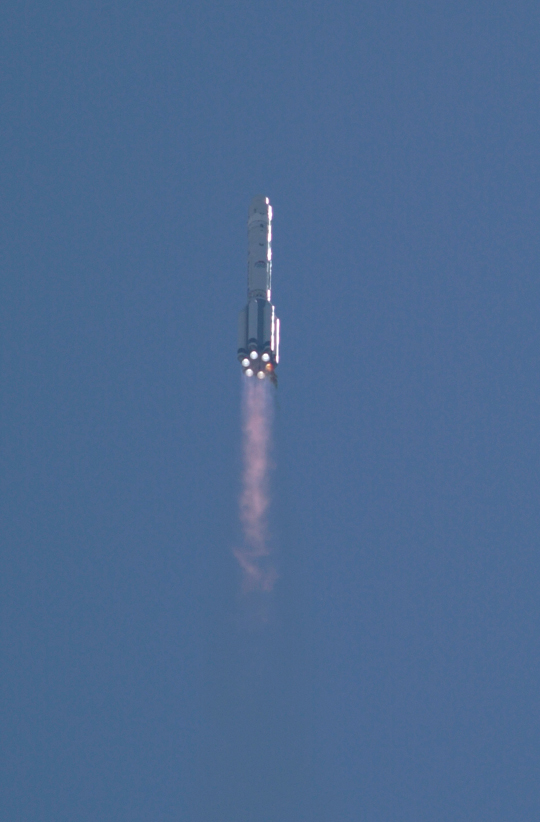
Zvezda se dirige a la órbita a bordo de un cohete Protón el 12 de julio del 2000

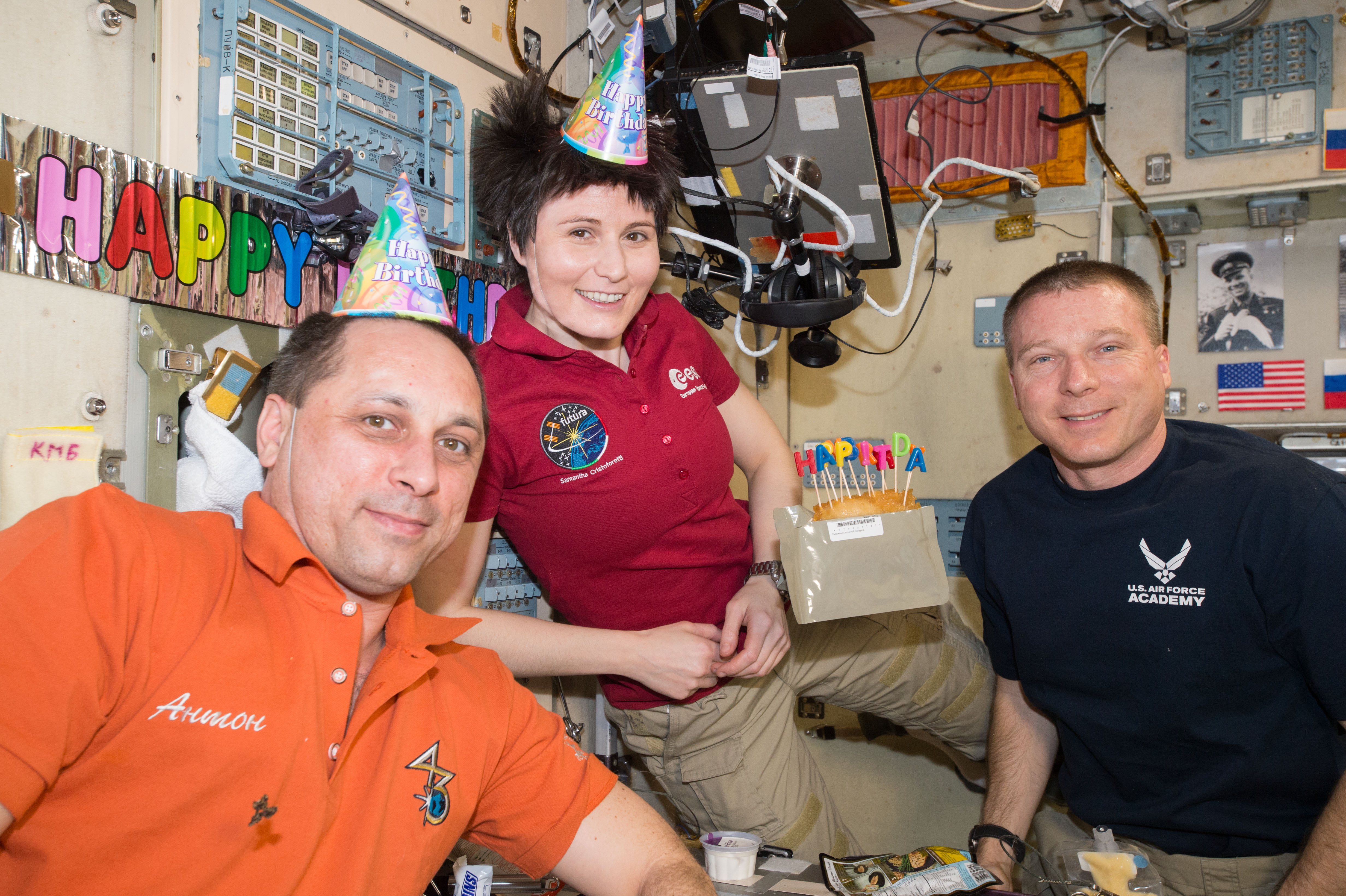
La tripulación de la Expedición 43 celebra un cumpleaños en el módulo Zvezda, 2015

El Zvezda (en ruso: Звезда́, lit. 'estrella'), Salyut DOS-8, también conocido como el Módulo de Servicio Zvezda, es un componente de la Estación Espacial Internacional (ISS). Este módulo fue el tercero lanzado a la estación, y proporciona algunos de los sistemas de soporte vital de la estación, así como alojamiento para dos tripulantes. Es el centro funcional y estructural de la parte rusa de la estación - el segmento orbital ruso. Aquí es donde se reúne la tripulación para gestionar emergencias en la estación.
El módulo fue fabricado por S.P. Korolev Rocket and Space Corporation Energia y actualmente es el único módulo de construcción rusa y financiado por Rusia además del Pirs. (El Zaryá fue construido por Rusia, pero financiado y es propiedad de los Estados Unidos). El Zvezda fue lanzado en un cohete Protón el 12 de julio de 2000, y se acopló al Zarya el 26 de julio. El cohete usado para el lanzamiento fue uno de los primeros en llevar publicidad; fue adornado con el logotipo de la cadena de comida rápida Pizza Hut, por el cual la compañía informó tener que pagar más de un millón de dólares.

## Orígenes
El armazón estructural básico del Zvezda, conocido como "DOS-8", fue inicialmente construido a mediados de los ochenta para ser el núcleo de la estación espacial Mir-2. Esto significa que el Zvezda es similar en su distribución al módulo central (DOS-7) de la estación espacial Mir. De hecho fue etiquetado en la fábrica como "Mir-2" durante un corto período. De este modo, su línea de diseño se retrotrae a las estaciones Salyut. El armazón espacial fue terminado en febrero de 1985 y los equipos principales de su interior fueron instalados para octubre de 1986.
La estación espacial Mir-2 se rediseño tras el fallo del módulo central del Polyus en alcanzar la órbita. Zvezda tiene sobre 1⁄4 del tamaño del Polyus, y no contiene armamento.

## Diseño
El Zvezda consiste en un "Compartimento de Trabajo" cilíndrico donde la tripulación trabaja y vive (el grueso del volumen del módulo), el "Compartimento de Transferencia" que se encuentra al frente (con tres puertos de atraque), y una "Cámara de Transferencia" cilíndrica (con un puerto de atraque) que está rodeada por el "Compartimento de Ensamblaje" despresurizado – esto deja al Zvezda con cuatro puertos de acople en total. Los componentes pesan unos 18,051 kg y tienen una longitud de 13,1 m. Los paneles solares se extienden hasta 29,7 m.
El "Compartimento de Transferencia" está conectado al módulo Zarya, y tiene puertos de acoplamiento previstos para la Science Power Platform y el Universal Docking Module. Como ocurría en la Mir, el compartimento de transferencia también sirve como esclusa para realizar actividades extravehiculares aunque solo fue utilizado durante la Expedición 2. El puerto inferior contiene el Pirs y el otro el Poisk. Cuando llegue el Nauka, el Pirs será retirado de la estación y destruido en la reentrada.

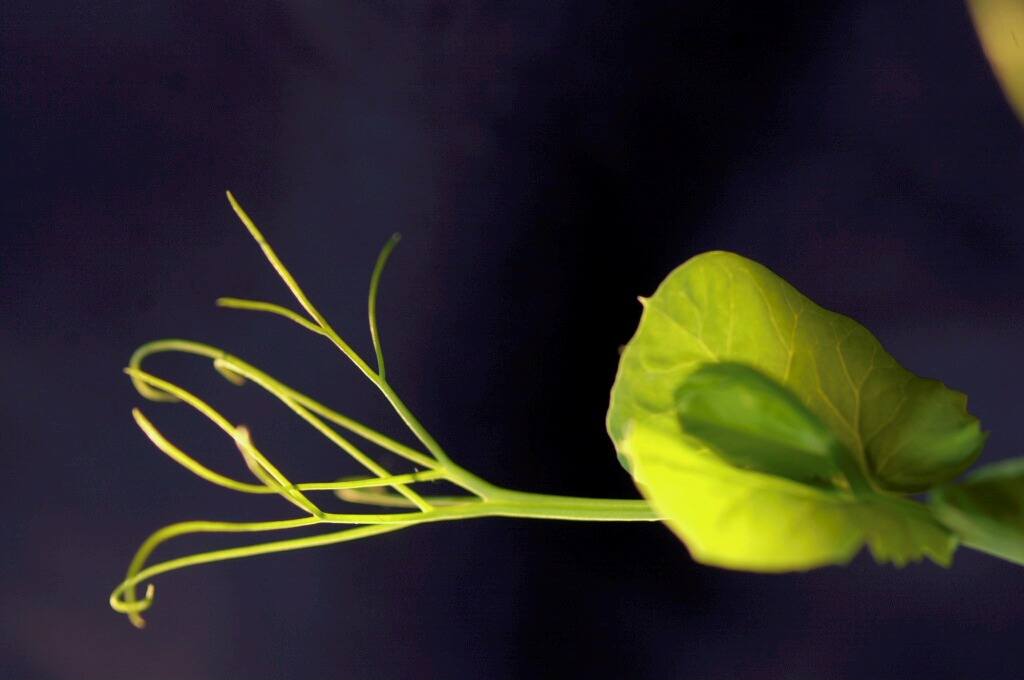
Brotes en el experimento BIO-5 Rasteniya-2/Lada-2 (Plants-2) a bordo del Zvezda.

El "Compartimento de Ensamblaje" mantiene equipos externos tales como propulsores, antenas, y tanques de propelente.
La "Cámara de Transferencia" está equipada con equipos para el acoplamiento automático y es usada para revisar las naves Soyuz y las naves Progress.
El Zvezda puede dar soporte a un total de seis tripulantes, incluyendo dormitorios para dos cosmonautas. También tiene una cinta para correr proporcionada por la NASA y una bicicleta para ejercicios, váteres y otras instalaciones de higiene y una cocina con frigorífico y congelador. Contiene el ordenador principal para orientación y navegación. Tiene un total de 14 ventanas —tres ventanas de 9 pulgadas (22,9 cm) de diámetro en el Compartimento de Transferencia delantero, una de 16 pulgadas (40,6 cm) en el Compartimento de Trabajo, una en cada compartimento de tripulación, y varias más—. Se ha criticado que el Zvezda es muy ruidoso y en varias ocasiones se ha observado a la tripulación llevando tapones para los oídos en su interior. 
Zvezda también contiene el sistema Elektron que electroliza humedad condensada y aguas residuales para proporcionar hidrógeno y oxígeno. El hidrógeno se expulsa al espacio mientras que el oxígeno se utiliza para respirar. El agua condensada y las aguas residuales pueden usarse para beber si es necesario, pero comúnmente para eso se usa agua fresca de la Tierra. Hay 16 pequeños propulsores y dos mayores para la propulsión, y ocho baterías para almacenar la energía. El sistema ha necesitado bastante trabajo de mantenimiento. Ha fallado varias veces y la tripulación ha tenido que recurrir a los botes de generador de oxígeno químico (comúnmente denominados "Velas de Oxígeno", que causaron un fuego en la estación Mir) cuando ha estado roto durante largos períodos. Además contiene el Vozdukh, un sistema que elimina el dióxido de carbono del aire basado en el uso de absorbedores regenerables de gas.
El Módulo de Servicio tiene 16 propulsores pequeños y dos más grandes S5.79 de 3070 N que están montados en dos ejes y pueden inclinarse hasta 5°. Los propulsores reciben el propelente a presión de cuatro tanques con una capacidad total de 860 kg. El oxidante utilizado es tetróxido de dinitrógeno y el combustible UDMH, estando los tanques presurizados con nitrógeno. Los dos motores principales del Zvezda se pueden utilizar para aumentar la altitud de la estación. Esto se hizo el 25 de abril de 2007 y fue la primera vez que se usaron los motores desde la llegada del Zvezda en 2000.
La estación espacial Mir y el Zvezda sufrieron los mismos problemas al haber sido lanzados con todo el equipamiento instalado de forma permanente. La doctrina espacial rusa (y soviética) siempre ha sido arreglar el equipo a bordo en vez de simplemente reemplazarlo como se hace en el Segmento Orbital Estadounidense (USOS) con los ISPRs de 105 cm de ancho que atraviesan fácilmente las escotillas de 130 cm que conectan los módulos a través del Mecanismo de Atraque Común (CBM). Esto significa que los equipos estropeados que no tienen arreglo en los módulos de la Mir y el Zvezda simplemente se quedan en su sitio sin poder ser reemplazados. El astronauta italiano de la ESA Luca Parmitano dijo en 2020 que los ordenadores originales instalados en el Zvezda ya no funcionan y que han sido sustituidos por tres portátiles Lenovo ThinkPad laptops. Los ordenadores estropeados, teclados, pantallas y otros dispositivos simplemente se dejan donde estaban. El sistema Elektron preinstalado de generación de oxígeno también tiene que ser arreglado con frecuencia ya que una nueva unidad no cabría por la escotilla de 78,74 cm. Otra razón es que los últimos fabricados fueron las tres unidades instaladas en el Zvezda, el fabricante quebró y el ingeniero que estaba al cargo de los sistemas falleció sin pasar todo su conocimiento y secretos a nadie. En octubre de 2020, el sistema Elektron falló de nuevo y tuvo que ser desactivado.

## Conexión a la EEI
El 26 de julio de 2000, el Zvezda se convirtió en el tercer componente de la EEI cuando se acopló al puerto de popa del Zarya. (El Zarya ya estaba conectado al módulo módulo Unity). Después, en julio, el ordenador de a bordo del Zarya transfirió las funciones de mando de la EEI al del Zvezda.
El 11 de septiembre de 2000, dos tripulantes del transbordador espacial durante la misión STS-106 completaron las últimas conexiones entre el Zvezda y el Zarya: durante unas 6 horas, 14 minutos de actividad extravehicular (EVA), el astronauta Ed Lu y el cosmonauta Yuri Malenchenko conectaron nueve cables entre el Zvezda y el Zarya, incluyendo cuatro cables de energía, cuatro de vídeo y datos y un cable de fibra óptica para telemetría. Al día siguiente, los tripulantes de la STS-106 flotaron dentro del Zvezda por primera vez a las 12:20 a. m. CDT, el 2 de septiembre de 2000.
El Zvezda proporcionó alojamiento básico, un sistema de soporte de vida, un sistema de comunicaciones (El Zvezda introdujo una red Ethernet de 10 Mbit/s a la EEI), la distribución de potencia eléctrica, un sistema de procesamiento de datos, un sistema de control de vuelo, y un sistema de propulsión. Desde entonces estos sistemas y el alojamiento han sido complementados con componentes adicionales de la EEI.

## Riesgos del lanzamiento
Debido a problemas financieros, el Zvezda fue lanzado sin reserva y sin seguro. Debido a este riesgo, la NASA había construido un Módulo de Control Provisional en caso de que fuera retrasado significativamente o fuera destruido durante el lanzamiento.

## Galería

### Interior

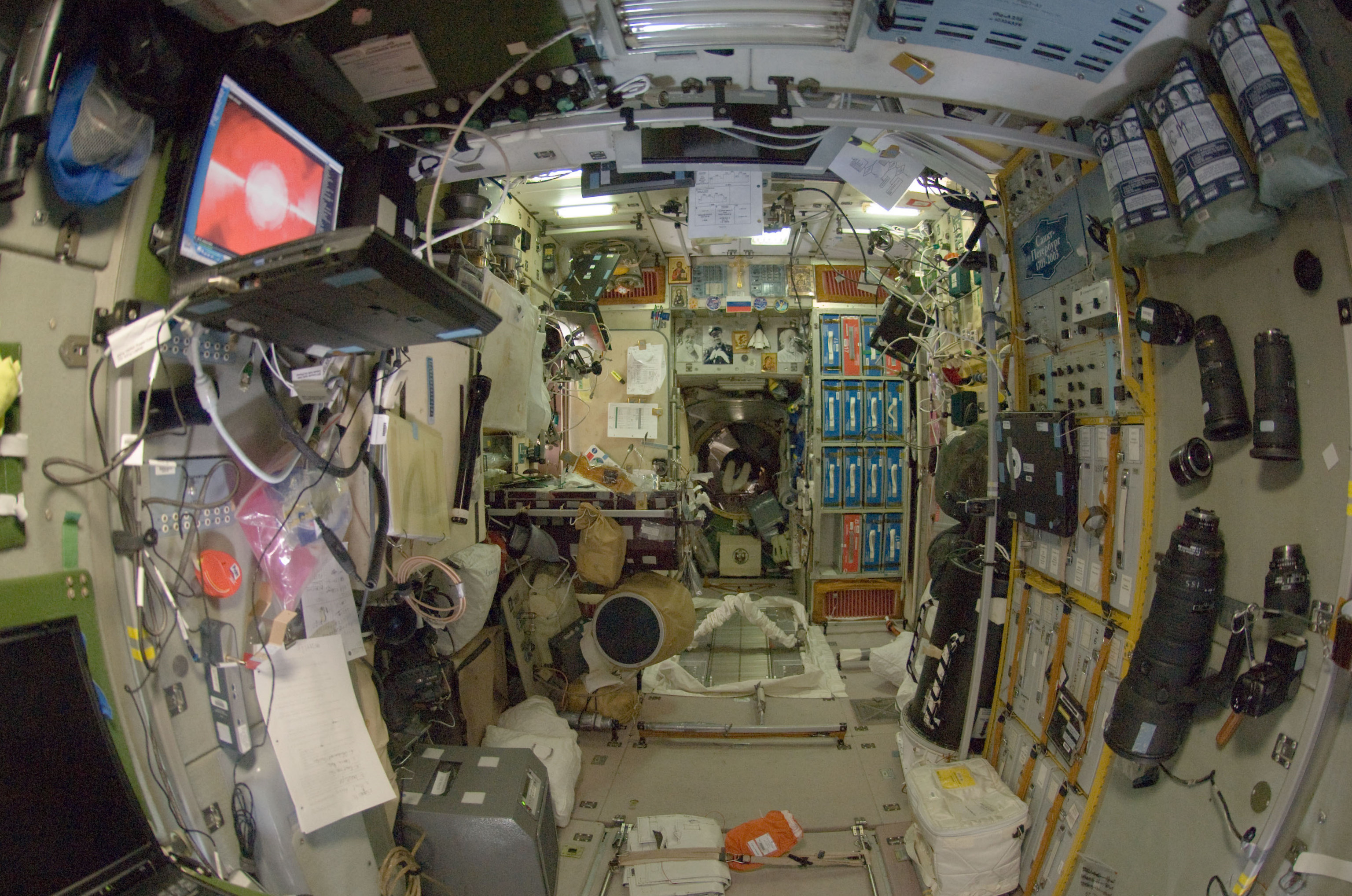
Vista de la parte trasera del interior del Zvezda en la que se pueden observar multitud de objetos.

|  |  |  |

### Tripulación
|  |  |  |  |  |

### Exterior
|  |  |  |  |  |